# Wilhelm-Auguste-Viktoria-Haus

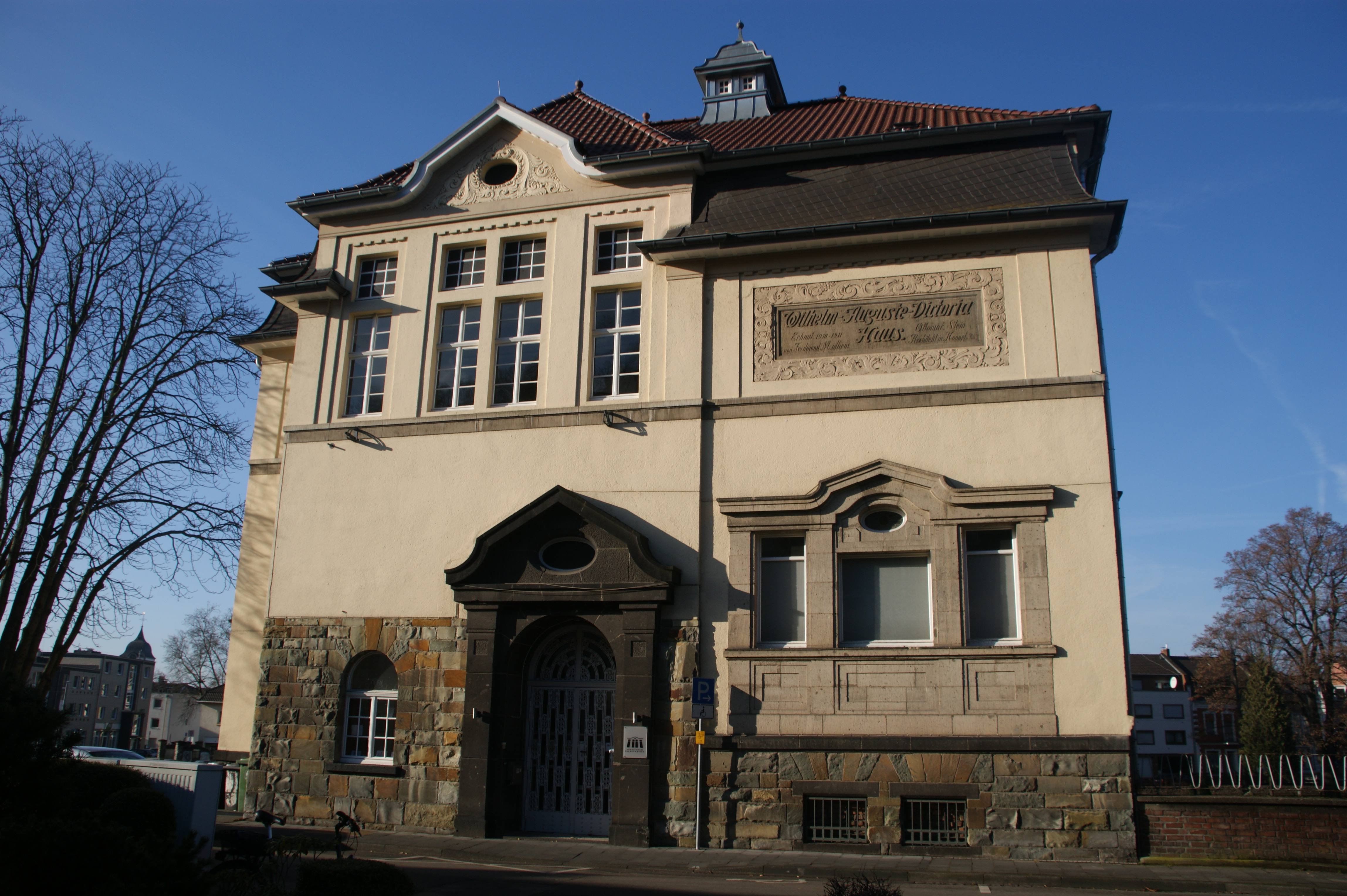
Wilhelm-Auguste-Viktoria-Haus (2009)

Das Wilhelm-Auguste-Viktoria-Haus (heute auch Palastweiher genannt) ist eine Villa mit angeschlossener Turnhalle in Königswinter, einer Stadt im nordrhein-westfälischen Rhein-Sieg-Kreis, errichtet 1908 und 1910/11. Das Gebäude liegt an der Winzerstraße (Hausnummer 7) östlich der rechtsrheinischen Eisenbahnstrecke. Es gilt als denkmalwert und dient heute als städtisches Veranstaltungs- und Kulturgebäude.

## Geschichte

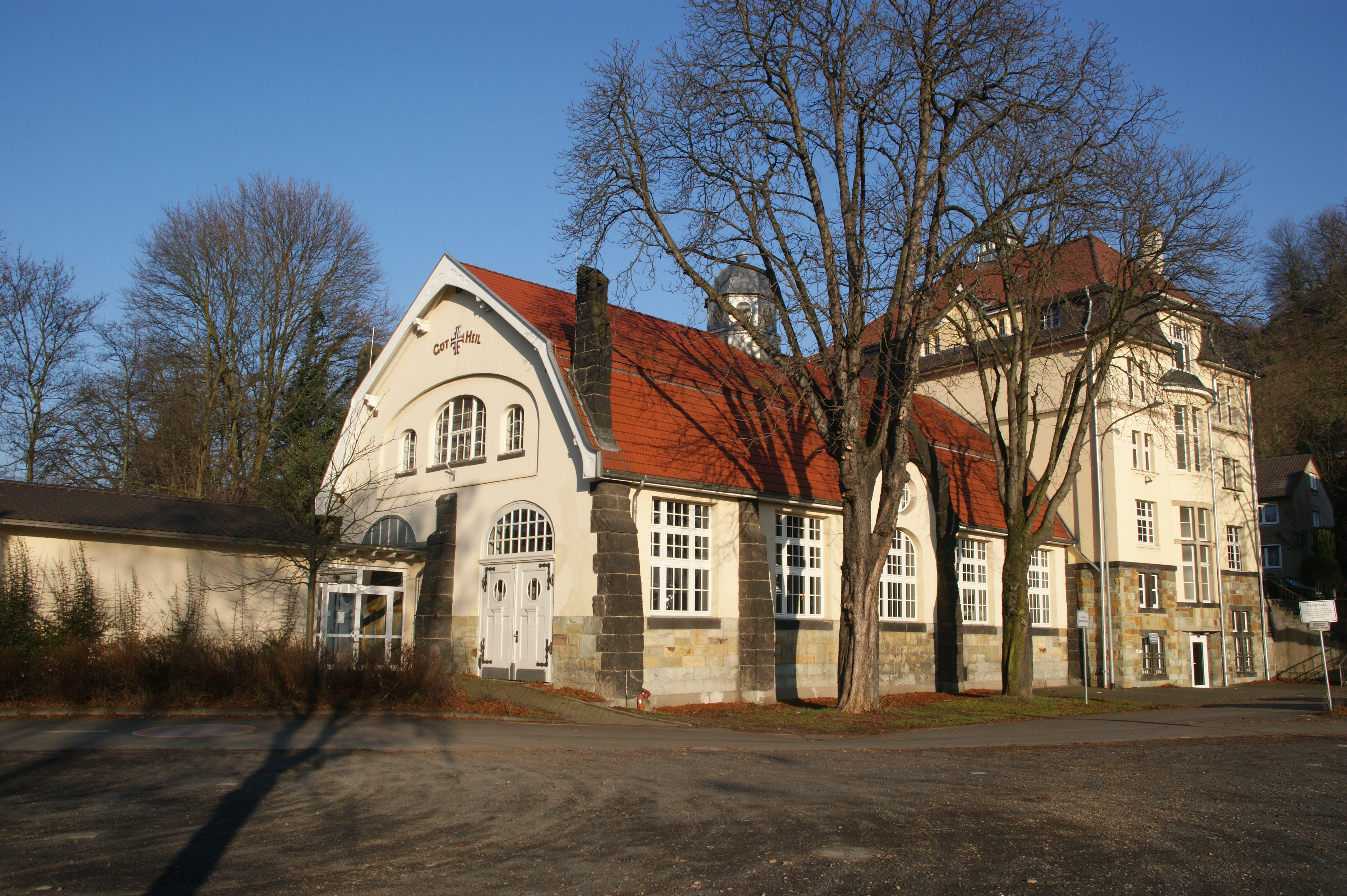
Palastweiher

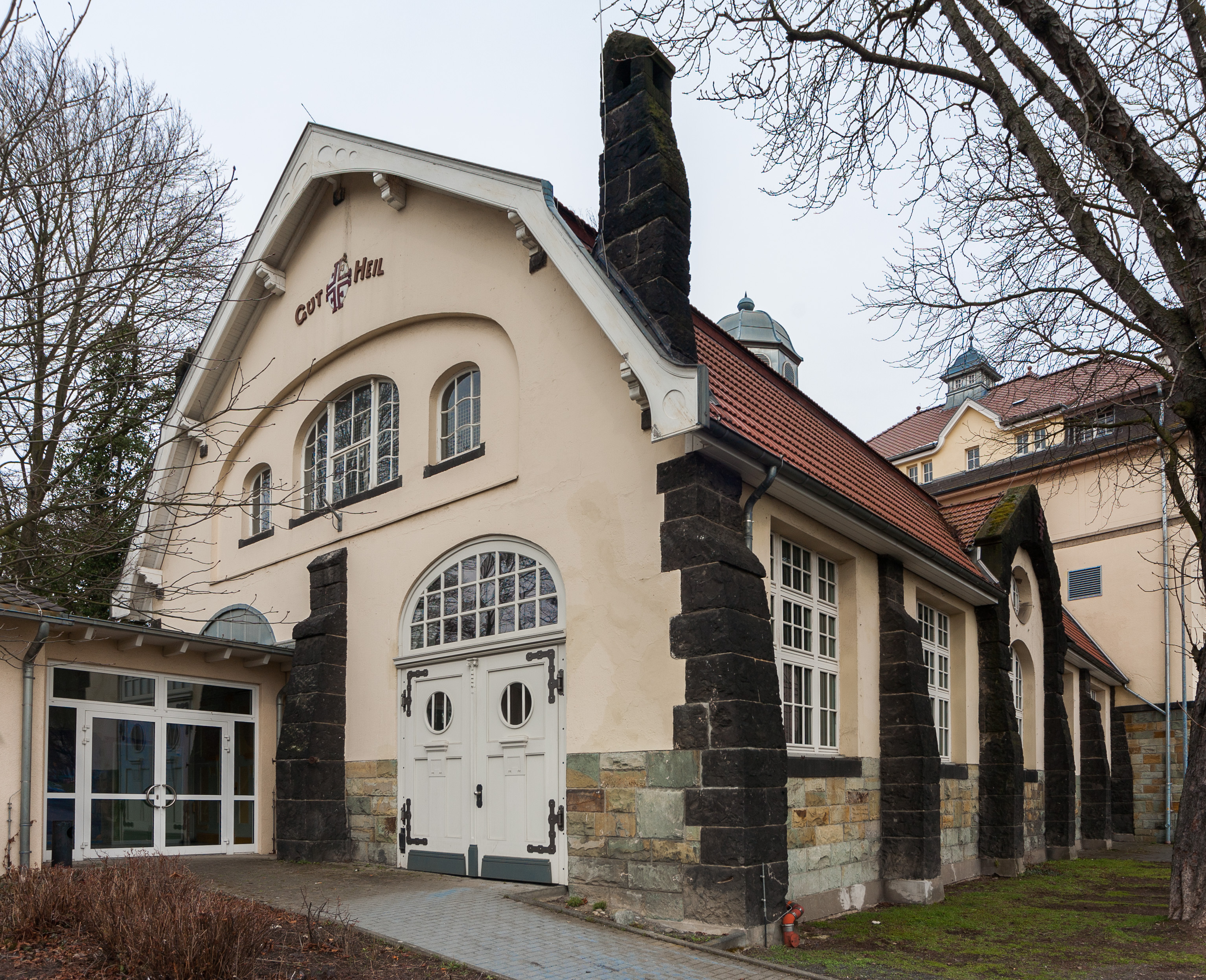
Turnhalle

Das Gebäude entstand als eine Stiftung des auf dem Wintermühlenhof ansässigen Fabrikanten Ferdinand Mülhens an die Stadt Königswinter nach einem Entwurf des Honnefer Architekten Ottomar Stein. Als „Volkswohlgebäude“ sollte es einer Nutzung für Vereine, Veranstaltungen sowie öffentlichen Einrichtungen wie einer Bibliothek sowie Zeichen- und Musiksaal zur Verfügung stehen, der rückwärtige Hallenbau (bereits 1908 errichtet) als Turnhalle dienen. Gewidmet wurde es wie bereits die am 24. Januar 1909 eingeweihte Turnhalle der damaligen Kaiserin Auguste Viktoria. Die Baupläne hatten während der Ausführung eine Überarbeitung im Sinne des Jugendstils erhalten. Seit dem Kriegsjahr 1916 diente die Turnhalle Lazarettzwecken. 1923 kam es zu einem ersten Umbau des Volkswohlgebäudes. 1927 richtete hier die im Vorjahr begründete Arbeitsgemeinschaft zur Pflege der Heimat eine heimatkundliche Sammlung ein, die 1934 an den Standort des heutigen Siebengebirgsmuseums verlegt wurde.
In der Zeit des Nationalsozialismus fand das Wilhelm-Auguste-Viktoria-Haus zunächst als Heim für die Hitlerjugend Verwendung, 1939 wurde hier eine Mittelschule eingerichtet. Gegen Ende des Zweiten Weltkriegs befand sich in dem Gebäude ein Feldlazarett samt Luftschutzkeller. Nach Kriegsende war ein Mädchenlyzeum im Volkswohlgebäude beheimatet, bis dieses 1971 in einen Neubau wechselte. Von 1975 bis 2002 diente es als Sitz der Erziehungs- und Beratungsstelle des Rhein-Sieg-Kreises. 2005 bezog nach einer umfassenden Renovierung die örtliche Gruppe Kultur der Lokalen Agenda 21 als Mieterin das Gebäude, um es als Kunstforum (Kunstforum Palastweiher) zu nutzen. Der einstige Zeichensaal des Obergeschosses war nunmehr in drei als Ateliers vermietete Räume aufgeteilt. Außerdem dient die Liegenschaft einem Studienhaus für keltische Sprachen und Kultur.

## Architektur
Das Hauptgebäude des Wilhelm-Auguste-Viktoria-Hauses ist ein dreigeschossiger Putzbau mit Mansardwalmdach auf hohem Sockelgeschoss, der über eine Werksteingliederung verfügt. Es weist Schmuckformen auf, die sich Jugendstil (Eisengitter an der Eingangstür), Neobarock (Okulus als Fensterform) und Neoklassizismus (Dreiecksgiebel) zurechnen lassen. An der zur Winzerstraße gelegenen Fassade befindet sich der Eingang, eingefasst von einem Lavabasaltgewände. Bauherr (Ferdinand Mülhens) und Architekt (Ottomar Stein) sind in einer von floralen Ornamenten umrahmten Inschrift vermerkt. Im Innern finden sich vergoldete Kassetten- und Stuckdecken, die bei der jüngsten Renovierung freigelegt wurden.
Die rückwärtige eingeschossige Turnhalle ist tonnengewölbt und wird von Lavabasaltstrebepfeilern getragen, die von Fenstern und an den Längsseiten auch jeweils einem Okulus durchsetzt sind. Der Dachreiter ist polygonal und umfasst eine gestufte Haube. An der Stirnseite sind zwei rundbogige Tore eingelassen, im Giebelbereich findet sich die Inschrift Gut Heil.